# ماني إن ذا بانك
ماني إن ذا بانك (بالإنجليزية: Money in the Bank)‏ هي سلسلة مهرجانات أطلقتها دبليو دبليو إي في عام 2010، ضمن نظام الدفع مقابل المشاهدة. أتت فكرة المهرجان من مباراة ماني إن ذا بانك التي كانت تنظم ضمن مبارايات راسلمينيا بين عامي 2005 و2010.

## وصلات خارجية
- Money in the Bank Official Website